# Embaixada de Portugal em Washington, D.C.
A Embaixada de Portugal em Washington, D.C. é a missão diplomática de Portugal nos Estados Unidos. O edifício está localizado no n° 2012 da Massachusetts Avenue, em Northwest, Washington, D.C., no bairro Embassy Row.

## Consulados

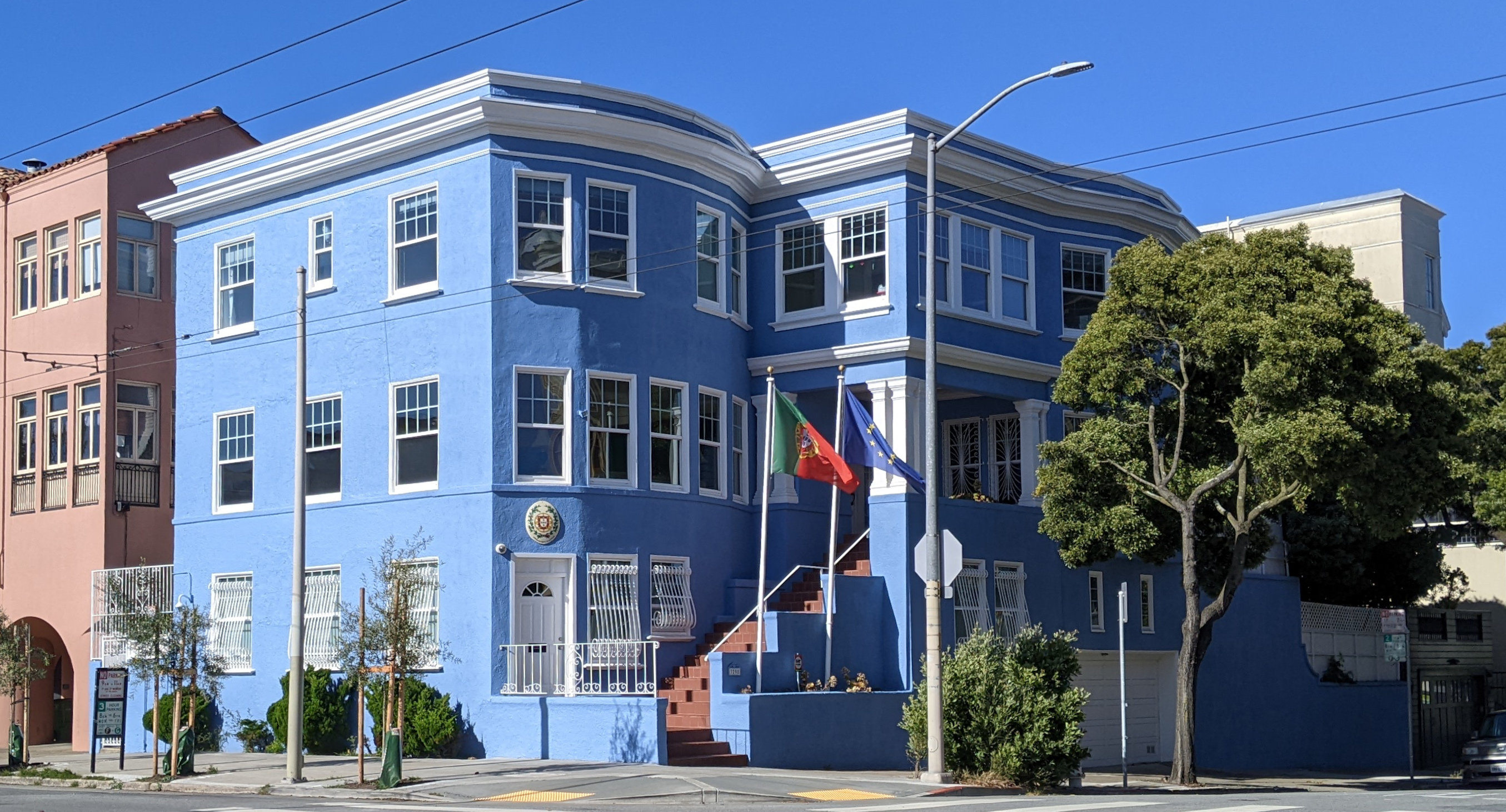
Consulado-Geral de Portugal em São Francisco

Portugal mantém uma presença consular nos seguintes locais:
- Boston, Massachusetts (Consulado-Geral)
- Newark, Nova Jérsia (Consulado-Geral)
- Nova Iorque, Nova Iorque (Consulado-Geral)
- São Francisco, Califórnia (Consulado-Geral)
- New Bedford, Massachusetts
- Providence, Rhode Island
- Los Angeles, Califórnia
- San Diego, Califórnia
- Miami, Flórida
- Chicago, Illinois
- Houston, Texas
- San Juan, Porto Rico
- Phoenix, Arizona
- Honolulu, Hawaii
- Palm Coast, Flórida
- Nova Orleans, Luisiana
- Indianápolis, Indiana
- Tulare, Califórnia
- Waterbury-Naugatuck, Connecticut